# ساق البامبو (رواية)
ساق البامبو رواية من تأليف الروائي الكويتي سعود السنعوسي والتي فاز عنها بالجائزة العالمية للرواية العربية (البوكر) لعام 2013، وهي رواية تسجل تواريخها بين الفلبين والكويت وتتناول بعض القضايا والأحداث التاريخية والسياسية والدينية، وفي عام 2016 تم إنتاج مسلسل كويتي يحمل اسم الرواية «ساق البامبو».
تُرجمَت الرواية إلى الإنجليزية والإيطالية والفارسية والتركية والصينية والكورية والرومانية والكردية والمقدونية والفلبينية والصومالية والكرواتية والمالايالامية والإندونيسية.

## عن الرواية
وصفت لجنة التحكيم الرواية الفائزة بأنها «محكمة البناء وتتميز بالقوة والعمق، وتطرح سؤال الهوية في مجتمعات الخليج العربي»، واعتبرتها أفضل رواية تُنشر خلال سنة 2012.
تتناول الرواية موضوع البحث عن الهوية في الكويت ودول الخليج العربي من خلال حياة الراوي، وهو ابن كويتي وفلبينية، وتدور أحداثها في هذين البلدين. ومع أنها ليست الأولى في التطرق لموضوع العمالة الأجنبية في دول الخليج، إلا أنها تتصف بسلاسة الأسلوب بعيداً عن التعقيد والتعمق في التحليل. وتتجلى ازدواجية هوية البطل حتى من خلال اسمه المزدوج عيسى/خوسيه.
طرحت الرواية تساؤلات نقدية عميقة حول تداخل الدين والثقافة عند العرب، وعن ما يراه البعض سطحيةً تطغى على الخطاب والممارسة الدينية عند العرب.
الرواية محمّلة بالكثير من الأحداث البسيطة في شكلها والعميقة في بعدها الإنساني.

## حبكة الرواية
تدور أحداث هذه الرواية عن شاب ولد من خادمة فليبينيّة تعمل لدى عائلة كويتيّة أحبها الرجل الوحيد لهذه العائلة وهو «راشد»، وقد تزوجها خفية عن أهله. عندما عرف الأهل بسر هذا الزواج والطفل أصرّوا أن يتخلى الزوج عن زوجته وطفله، لأن ذلك، وحسب المجتمع الكويتي، يشكل عاراً للطبقة الغنية المعروفة هناك. فكان أهم شي لديهم الصيت وليس المال حسبما يقولون. نشأ هذا الشاب «هوزيه» أو «عيسى» في موطن أمه في مانيلا- الفلبين نشأة فقيرة ينتظر أن يأخذه أبوه إلى الجنّة (الكويت) كما وصفتها له أمه، فقد كان كلما تصعب عليه الحياة في الفلبين يتذكر بأن هناك جنة تنتظره في الكويت فيصبر، وخلال هذه الفترة كان «هوزيه» يبحث عن نفسه أو ماهية شخصه وعن دينه وعن وطن يحتويه. هوزيه لم يعرف دينه هل هو المسيحية مثل أمه أو الإسلام لأنه سيذهب إلى الكويت؟ ... ينتهي المطاف ب «هوزيه» بأن يجد أباه قد فارق الحياة أثناء حرب الخليج بين الكويت والعراق، ولكنه يعود إلى الكويت عن طريق صديق والده «غسان» ليجد نفسه في عالم غريب ومختلف جدا عما سبق، طبعا كما رفضت جدته قدومه إلى منزلها وهو صغير رفضته أيضا وهو كبير جاحدة به، لكنها كانت تخبئ في أعماقها حبها له لامتلاكه صوت أبيه ولأنه الرجل الوحيد الذي يحمل اسم العائلة «الطاروف»، لكن كما ذُكر سابقا، في الكويت الصيت أهم من المال. عاملته جدته كأنه شاب فيليبيني ورتبت له غرفة في ملحق البيت كالخدم، ثم اكتشف هوزيه أن له أختًا من أبيه اسمها «خولة» فيسعدان هما الاثنان بهذا النبإ. كانت خولة بمثابة المعجزة التي أنقذت هوزيه من رفض جدته لما كانت جدته تكن المحبة لأخته «خولة»، يوما بعد يوم أصبحت جدته ترق له وتظهر مودتها أكثر. لكن هوزييه كان يشعر بالوحدة بسبب عدم اعتراف عائلته به؛ فلم يشاركوه في الأعياد ولم يخالطوه بالعائلة وأيضاً لم يعرف ما هو دينه بسبب فكرة قد تكون وصلت بشكل خاطئ عن الإسلام والداعين له، سطحية الدين في المجتمعات، وأيضاً هو لم يعتبر أن الكويت وطنه لأنه لم يشعر بجو العائلة والأمان فيها؛ فهو لم يتخط شكل وجهه الفيليبينيّ. في النهاية فضح سر العائلة بأن لها ابنا فيليبينيا وسرعان ما انتشر الخبر، فقرروا طرده من البلاد. ولكن هوزيه لم يقبل لكنه في النهاية استسلم للأمر الواقع فقد اضطر للسفر بسبب ما قالته عمته من ظروف قاسية لتجبره على السفر لأنه كان يؤثر على سمعتها ومقامها عند عائلة زوجها. فهو أيضا لم يشعر بأن الكويت بلده ونص رواية ساق البامبو هي عبارة عن ما كتبه هوزييه حول حياته ورؤيته للحياة الاجتماعية في الكويت والفلبين.
في الحقيقة يوجد الكثير من القضايا الهامة التي تجتاح المجتمع العربي بين أسطر الرواية كمشاركة المرأة في الحياة السياسية، وحقوق الأجانب الضائعة، وبعض العادات التي توجد في الكويت...الخ
.

## اقتباسات من الرواية
- فالتضحية الحقيقية هي أن نتخلى عن الأشياء التي لها قيمة لدينا لصالح الآخر، أشياء لا تعوّض.[16]
- أثبت لنفسك قبل الآخرين من تكون..آمن بنفسك يؤمن بك من حولك[16]
- لأول مرة أشعر بأنني وحيد، وبأنني أملك مصيري بيدي. شعور بالفزع انتابني حين شعرت بأن لا ملجأ إليّ.. سواي.[16]
- في أذني اليمنى صوت الأذان يرتفع. في أذني اليسرى قرع أجراس الكنيسة. في أنفي رائحة بخور المعابد البوذية تستقر. انصرفت عن الأصوات والرائحة والتفت إلى نبضات قلبي المطمئنة فعرفت أن الله..هنا.[16]
- ليس المؤلم ان يكون للإنسان ثمن بخس ولكن الألم كل الالم ان يكون للإنسان ثمن المصدر
- كل شيء يحدث بسبب ولسبب
- الحب وحده لا يكفي لأن تقترن بفتاة أحلامك. قبل أن تقع في الحب، يجب أن تختار الفتاة التي سوف تقع في حبها. لا مكان للصدفة والظروف في ذلك.
- السعادة المفرطة كالحزن تماماً. تضيق بها النفس إن لم نشارك بها أحدا.
- بعض المشاعر تضيق بها الكلمات فتعانق الصمت.
- الكلمات الطيبة لا تحتاج إلى ترجمة. يكفيك ان تنظر إلى وجه قائلها لتفهم مشاعره وإن كان يتحدث بلغة تجهلها.
- نحن لا نكافئ الآخرين بغفراننا ذنوبهم، بل نكافئ أنفسنا، ونتطهر من الداخل
- المرأة بعاطفتها إنسان يفوق الإنسان.
- هو الحب الذي يجعل للأشياء قيمة.
- تتكشف حقيقة أحلامنا كلما اقتربنا منها عاماً بعد عام. نرهن حياتنا في سبيل تحقيقها. تمضي السنون. نكبر وتبقى الأحلام في سنها صغيرة... ندركها... نحققها... وإذ بنا نكبرها بأعوام... أحلام صغيرة لا تستحق عناء انتظارنا طيلة تلك السنوات.
- من اين لي أن، اقترب من الوطن وهو يملك وجوها عدّة...كلما اقتربت من احدها أشاح بنظره بعيداً.
- حتى تذلل مصاعب العمل، حسن علاقتك برب العمل، وكي تذلل مصاعب الحياة، حسن علاقتك بربك "
- الغياب شكل من أشكال الحضور،

يغيب البعض وهم حاضرون في أذهاننا أكثر من وقت حضورهم في حياتنا.
- الحزن مادة عديمة اللون، غير مرئية، يفرزها شخص ما، تنتقل منه إلى كل ما حوله، يُرى تأثيرها على كل شيء تُلامسه، ولا تُرى.

## جوائز وترشيحات
- جائزة الدولة التشجيعية، الكويت عام 2012
- الجائزة العالمية للرواية العربية عام 2013
- اختيرت ضمن أفضل 100 رواية عربية بتصنيف مجلة «بانيپال» البريطانية 2018[17]

## أعمال فنية
تم إنتاج مسلسل ساق البامبو عام 2016 وهو مقتبس عن هذه الرواية.

## وصلات خارجية
- آراء القراء حول رواية ساق البامبو في موقع أبجد